# Mavrovské jezero
Mavrovské jezero (makedonsky Мавровско Езеро, albánsky Liqeni i Mavrovës) je umělé jezero, které se nachází v centrální části pohoří Mavrovo v severozápadní části Severní Makedonie. Patří k turisticky atraktivním lokalitám v zemi.

## Přírodní poměry
Rozkládá se v nadmořské výšce 1 200 m mezi lesními porosty vysokých hor. Na jih od něj se nachází pohoří Vlainica a na sever poté pohoří Šar planina. Leží v nejnižší části Národního parku Mavrovo. Okolní krajina je, jak již bylo zmíněno, víceméně zalesněná a tvoří ji jehličnatý a listnatý les.
V současné době jezero akumuluje okolo 357 milionů m³ vody. Dlouhé je 10 km a široké od 5 do 3 km, táhne se v ose jihozápad-severovýchod. Břeh má délku 24 kilometrů.
Hráz jezera, umístěná na jeho západním okraji, má výšku 54 m, dlouhá je 210 m a široká 5 m. Pro její vznik bylo nezbytné použít 705 000 m³ zeminy. V její blízkosti se nachází i památník věnovaný budovatelům elektrárny i celého díla. Hloubka jezera činí u nádrže 48 metrů a v dalších oblastech klesá. 
U vesnice Leunovo stojí ještě druhá hráz, která brání uvedenou obec před vyšší hladinou vody. Tato je dlouhá 800 metrů.
Do jezera se vlévá ještě několik menších řek (Leunska Reka, Petilepska Reka a Reka Kakačka). Se svojí rozlohou 13,7 km2 je jedním z největších umělých jezer v zemi.

## Obyvatelstvo
V blízkosti jezera se nachází několik vesnic, resp. letovisek: Mavrovi Anovi, Leunovo, Nikoforovo a Mavrovo. Administrativně spadají pod opštinu Mavrovo a Rostuša. Obyvatelé tohoto regionu jsou v zemi označováni jako tzv. Mavrovci makedonsky Мавровци).

## Historie

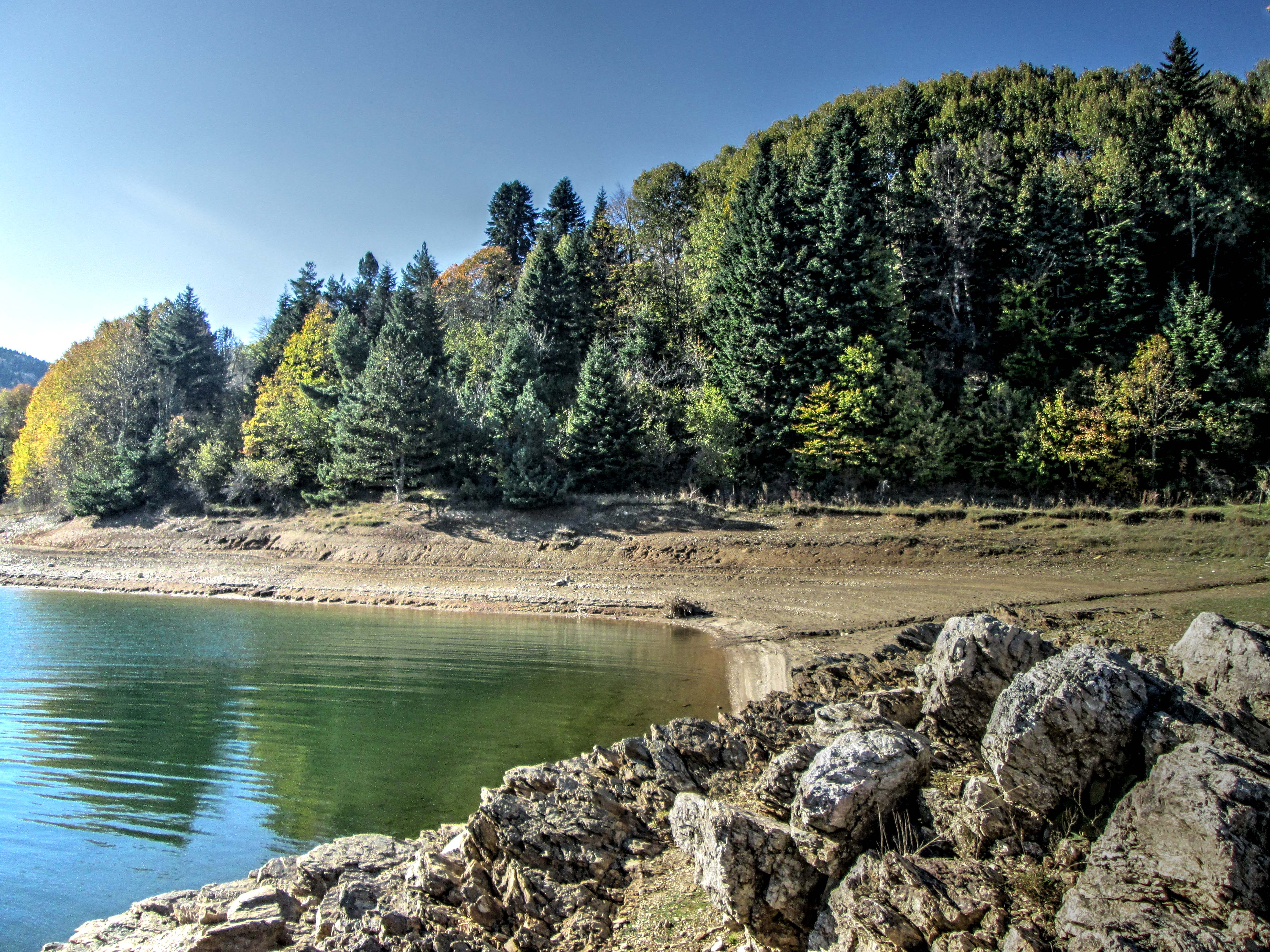
Břeh Mavrovského jezera.

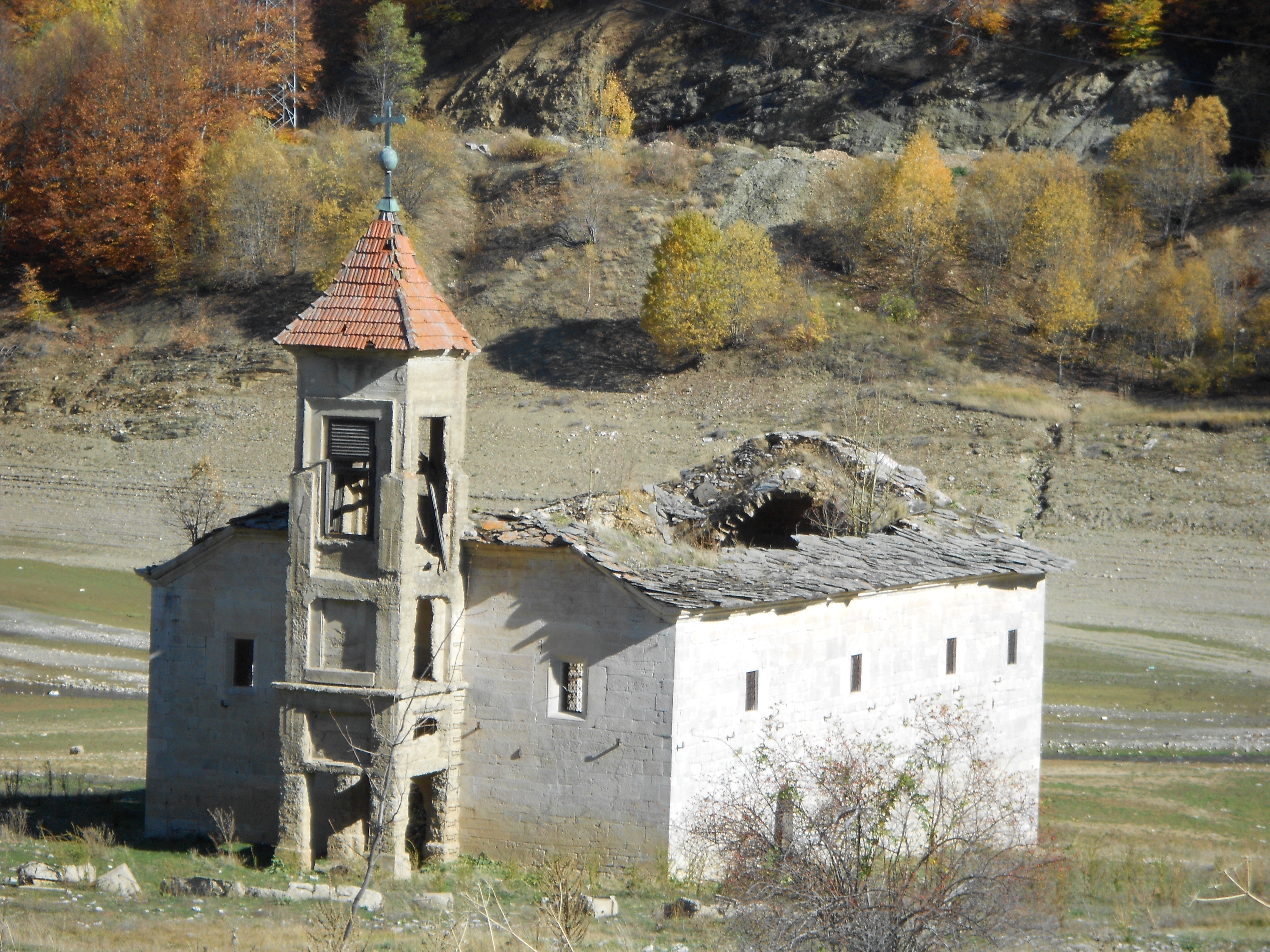
Zatopený kostel sv. Mikuláše.

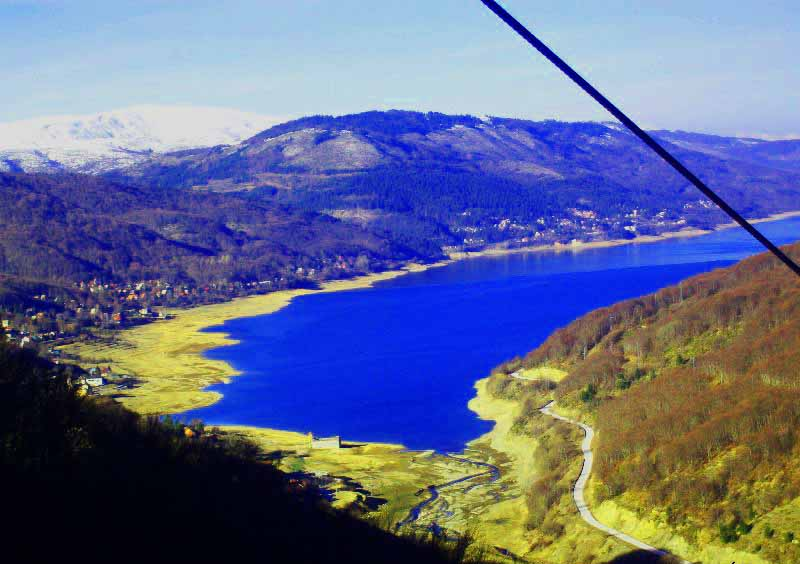
Jižní část jezera.

Až do roku 1947 bylo místo dnešního jezera kotlinou, kterou protékala Mavrovská řeka. Jednalo se o nejvýše položenou svého druhu na území republiky. Vzhledem k vysoké nadmořské výšce se zde nacházely spíše louky a pastviny, nebyla tak zatopena půda orná. V roce 1953 padlo rozhodnutí zde postavit vodní elektrárnu. V této době vznikalo obdobných staveb v Jugoslávii velké množství a to ve snaze rychle získat elektřinu nezbytnou na další industrializaci státu.
V té době byla proto původní trasa řeky zahrazena sypanou hrází. Během plnění jezera bylo zatopeno několik vesnic[zdroj?] a kostel sv. Mikuláše, jehož pozůstatky se (částečně zaplavené) dochovaly do dnešních dní. Jednotlivé domy z vesnic byly zbourány, nicméně kostel byl ponechán. Postaven byl v roce 1850 a vynikal mramorovým oltářem a bohatě zdobeným ikonostasem. Při nízkém stavu vody se odkrývá hrob Jovana Miloševiće, který kostel spravoval v první polovině 20. století.
Jezero nakonec zaplavilo plochu 1 370 ha. Na jezero je napojen systém elektráren Mavrovo. V roce 1957 byla ve Vrutoku, severovýchodně od jezera u Gostivaru, dokončena první vodní elektrárna, která je s tunelem spojena pětikilometrovým tunelem a leží o 600 m níže, než je samotné jezero. Její slavnostní otevření se konalo za účasti Josipa Broze Tita. V roce 1959 potom přibyly elektrárny další, v Ravenu a ve Vrutoku. Zařízení ve Vrbenu má výkon 12,8 MW, elektrárna ve Vrutoku 37,5 MW a třetí ze systému v Ravenu má 6,4 MW. Soustava elektráren má přes 100 km cest a tunelů. Vznikala v náročném období a nedostatku mechanizace potřebné pro tak náročný projekt.
Až do 80. let 20. století žil ve vodách jezera pouze pstruh duhový. Od této doby začali zaznamenávat rybáři výskyt i dalších druhů ryb. Rozvoj turistiky probíhal pozvolna.
V současné době je Mavrovské jezero plněno vodou řeky Radika. Každou zimu pravidelně zamrzá. 

## Využití
V zimě slouží turistům k bruslení a v létě ke koupání. Okolo něj se také konají různé sportovní akce, např. paragliding apod. Na březích jezera se nachází ještě různé hotely a letoviska. a také lyžařský areál Zare Lazarevski. Doplňuje jej ještě řada chatových osad.
Voda z jezera se využívá k zavlažování a k výrobě elektrické energie. Nižší srážky v některých letech nicméně omezují využití soustavy vodních elektráren, neboť dochází k nápadnému poklesu hladiny a hrozí potom vyprázdnění nebo vyschnutí jezera. Toto je především nápadné v souvislosti se změnou klimatu.[zdroj?]

## Fauna a flóra
V jezeře žijí pstruzi (pstruh obecný, pstruh duhový, Jelec tloušť, ploticka albánská, střevle potoční a další) a různé další druhy ryb, např. kapr. V okolí žijí další zvířata.

## Doprava
Jezero je příležitostně využíváno pro vodní dopravu, např. turistickou. Po jeho břehu vede silniční komunikace z Debaru do Gostivaru.